# Flaix de l'heli
El flaix de l'heli és una reacció nuclear de fusió descontrolada que té lloc en el nucli d'estrelles de baixa massa (entre 0,5 i 2, 25 masses solars) o en la superfície d'una nana blanca que està absorbint matèria. El flaix de l'heli té lloc en aquestes condicions pel fet que en les condicions existents per la seva generació l'heli està en forma degenerada, quedant protegit de col·lapse per la gravetat per efectes quàntics, de manera que en augmentar la temperatura el gas no s'expandeix i refreda com prediu la llei dels gasos ideals (pressió tèrmica), no regulant així la velocitat de fusió. El flaix s'acaba quan el gas s'escalfa fins al punt que els efectes predits per la pressió tèrmica tornen a dominar sobre els quàntics.

## Flaix nuclear de l'heli
Per estrelles amb menys de 2,25 masses solars, el flaix nuclear de l'heli té lloc quan el nucli estel·lar acaba esgotant el seu hidrogen, i la pressió tèrmica no és suficient per aturar-ne el col·lapse. Mentre el nucli, compost en gran part d'heli, es va contraient augmentant la seva pressió i temperatura fins al punt que l'heli acaba convertint-se en matèria degenerada, la resta de l'estrella s'expandeix i refreda convertint-se en una gegant vermella, fins que arriba un moment en el qual la pressió de la matèria degenerada evita col·lapses posteriors. El nucli acaba per assolir temperatures de 100 milions o 200 milions de kèlvins que permeten a l'heli començar a fusionar-se, de manera que "s'encén".
La naturalesa explosiva d'aquest esdeveniment és deguda al fet que el nucli estel·lar està compost de matèria degenerada. La pressió existent en el nucli a causa dels efectes quàntics esmentats-que predominen sobre els tèrmics-impedeix al nucli estel·lar expandir-se i disminuir la seva pressió. Això juntament amb el fet que la matèria degenerada sigui bona conductora de la calor provoca una fusió nuclear descontrolada, que augmenta la producció d'energia de l'estrella fins a 100.000 milions de vegades la que tenia abans durant uns pocs segons. L'augment de temperatura provocat per això fa que els efectes tèrmics tornin a predominar, de manera que el nucli estel·lar perd la seva degeneració expandint i refredant-se i fusionant heli de manera estable. Amb això que l'estrella deixi de ser una gegant vermella i entri a la branca horitzontal o a l'agrupament vermell, segons la seva metal·licitat.
Per estrelles de més de 2,25 masses solars, la fusió de l'heli comença abans que el nucli degeneri, de manera que no pateixen el flaix de l'heli. Les menys massives, de menys de 0,5 masses solars, mai aconsegueixen assolir les temperatures necessàries per fusionar heli, de manera que el nucli col·lapsa i l'estrella acaba convertida en una nana blanca rica en heli.
Els efectes del flaix de l'heli no es poden observar a la superfície estel·lar utilitzant radiació electromagnètica, en tenir lloc en el més profund de l'estrella i ser absorbida l'energia produïda per complet pel nucli per eliminar el seu estat degenerat i tornar en no degenerat. Els primers càlculs mostraven que el flaix podria produir certa pèrdua de massa en l'estrella, però càlculs posteriors mostren que això no passa.
Depenent dels models utilitzats per calcular la seva evolució futura, en el cas del Sol el flaix de l'heli es calcula tindrà lloc dins d'entre 7.600 milions i 7.700 milions d'anys, el que marcarà el final de la fase de gegant vermella i la seva entrada en la branca horitzontal. Aquest esdeveniment produirà una contracció del radi de la nostra estrella de 170 -256 vegades l'actual a aproximadament 10 vegades, una disminució de la seva lluminositat de 2.300 -2.700 vegades la que té avui al voltant de 40 -50 vegades, i un increment de la seva temperatura des dels 3.000 -2.600 kèlvins a aproximadament 4.500 -4.700 kèlvins, procés que durarà aproximadament un milió d'anys. Es calcula també que la fase de cremat d'heli en el nucli (és a dir, la permanència del Sol a la branca horitzontal) durarà al voltant de 100 milions d'anys.

## Flaix de l'heli en nanes blanques que formen part de sistemes binaris
Si una nana blanca que forma part d'una estrella doble absorbeix material (hidrogen) de la seva companya, habitualment el gas es fusiona per produir heli. En determinats casos, aquest heli pot acumular al voltant de la nana blanca fins a acabar per assolir la massa necessària per iniciar la fusió de l'heli, produint la fusió nuclear descontrolada una nova.

## Flaix de l'heli en capa
Els flaixos de l'heli en capa són esdeveniments similars que tenen lloc en estrelles situades a la branca asimptòtica gegant, que no tenen per què implicar matèria degenerada. En aquest tipus d'estrelles, ja en un estat molt avançat de la seva vida, gran part de l'heli del nucli ha estat fusionat en carboni i oxigen, i l'heli se segueix fusionant en una capa prima al voltant del nucli estel·lar. Aquesta capa no és prou gran com per elevar el material existent sobre ella, de manera que no pot expandir-se i així refredar-se. El resultat d'això és un increment sense control de la temperatura fins a produir un pols tèrmic, el qual allibera l'energia acumulada i permet que es produeixin reaccions de processos S. Aquests polsos duren uns pocs segles i es creu que tenen lloc de manera periòdica entre cada 10,000 anys i 100,000 anys, i el seu efecte que l'estrella perdi gran quantitat de matèria en la forma de petxines circumestelares de gas i pols que eventualment acabaran per formar primer una protonebulosa planetària, i després una nebulosa planetària en ser ionitzats pel nucli estel·lar nu i en procés de contracció per esdevenir una nan blanc.
Els models suggereixen que el nostre Sol començarà a patir aquest tipus de flaixos dins de 7.700 milions d'anys -7.800 milions d'anys, quan abandoni la branca horitzontal per convertir- en un estel de la branca asimptòtica gegant. Es calcula que patirà 5 abans d'esdevenir una nana blanca, els quals faran que augmenti la seva lluminositat fins a més de 5.000 vegades l'actual o el seu radi fins a més de 200 vegades el que té ara., encara que altres models mostren una lluminositat menor, de poc més de 4.000 vegades l'actual i un radi també menor, de 180 vegades l'actual.